# ГЕС Мурум
ГЕС Мурум – гідроелектростанція в Малайзії на острові Калімантан. Знаходячись перед ГЕС Бакун, становить верхній ступінь каскаду у сточищі річки Rajang, яка впадає впадає до Південно-Китайського моря за півтори сотні кілометрів на північний схід від Кучингу.
В межах проекту річку Мурум (правий виток Rajang) перекрили греблею із ущільненого котком бетону висотою 141 метр, довжиною 430 метрів та товщиною від 7 (по гребеню) до 75 (по основі) метрів. Вона потребувала 1,66 млн м3 матеріалу та утримує велике водосховище з площею поверхні 245 км2 і об’ємом 12 млрд м3. При цьому корисний об’єм становить 5,5 млрд м3, що забезпечується коливанням рівня у операційному режимі між позначками 515 та 540 метрів НРМ.
Зі сховища прокладено два дериваційні тунель довжиною по 2,66 км з діаметром 9 метрів. Через напірні шахти глибиною 175 метрів з таким саме діаметром вони живлять два напірні водоводи довжиною по 0,95 км з діаметром 7 метрів.  Крім того, в системі працюють два запобіжні балансувальні резервуари висотою по 80 метрів з діаметром 25 метрів.
Машинний зал обладнали чотирма турбінами типу Френсіс потужністю по 236 МВт, які працюють при напорі біля 300 метрів (рівень води у нижньому б’єфі знаходиться на позначці 225 метрів НРМ).
Для підтримки природної течії у річці частина води випускається біля греблі через дві турбіни типу Френсіс потужністю по 3,7 МВт.
Видача продукції відбувається по ЛЕП, розрахованій на роботу під напругою 275 кВ.